# Coordinamento per la Rifondazione della Quarta Internazionale

Logo del Coordinamento per la Rifondazione della Quarta Internazionale

Il Coordinamento per la Rifondazione della Quarta Internazionale (CRQI) è un coordinamento politico internazionale di ispirazione trotskista. Il suo nome in spagnolo è Coordinadora por la Refundación de la Cuarta Internacional. Nel 2004 in occasione di una conferenza del Movimento per la Rifondazione della Quarta Internazionale a Buenos Aires si sono gettate le basi per la nascita dell'organizzazione. I membri del CRQI sono principalmente in Sud America e attorno al Mar Mediterraneo.
I partiti e i gruppi politici membri del CRQI (2016) sono:
- Partido da Causa Operária, PCO in Brasile.
- Partido Obrero, PO in Argentina.
- Ergatikò Epanastatikò Komma, EEK in Grecia.
- Partido Obrero Revolucionario, POR in Cile.
- Partido de los Trabajadores, PT in Uruguay.
- R&R group in Solidarity negli Stati Uniti d'America.
- Devrimci İşçi Partisi, DİP in Turchia.
- Marxilainen Työväenliitto, MTL in Finlandia.
- Opción Obrera, OO in Venezuela.
- Grupo de Acción Revolucionaria, GAR in Messico.
- Partito Comunista dei Lavoratori, PCL in Italia.

Nella risoluzione adottata nel 2013 da quattro organizzazioni facenti parte del CRQI si legge che "in relazione al CRQI, la riunione ha osservato che durante gli ultimi anni, la sua organizzazione e le modalità di esistenza, come vengono definite dagli statuti approvate dal Congresso nel 2004, hanno collassato". Il sito del CRQI è effettivamente inattivo dal 2010 e nel dibattito successivo al IV Congresso del PCL è stato definito "un coordinamento che perde immediatamente pezzi e collassa sul piano del centralismo democratico già dopo tre anni dalla fondazione ufficiale, rifiutandosi di celebrare il suo (secondo) congresso. [...] Questi cinque anni hanno precisamente visto l’avvitarsi della crisi politico-organizzativa del CRQI. [...] Il CRQI, costruito attorno al metodo della sommatoria di partiti nazionali, è naufragato completamente. [...] Il CRQI come organizzazione ha semplicemente smesso di esistere: non ha mai più convocato il Secondo Congresso (che si doveva tenere nel 2007, e del quale il Terzo Congresso riteneva “necessario” lo svolgimento entro il 2015) e tanto meno riaperto il suo giornale internazionale; non pubblica dichiarazioni condivise sulla fase internazionale dal 2010; non è in grado di organizzare campagne politiche internazionali che coinvolgano tutte le sezioni “sul campo” nei rispettivi paesi; non è riuscito nell’attrarre realtà minimamente significative sul piano politico. È stato in grado di organizzare alcune conferenze internazionali, le quali però sono state quasi sempre eventi di una o alcune sezioni nazionali, alle quali talvolta le altre sezioni hanno deciso coscientemente di non partecipare (significativo il caso della totale assenza dei compagni del PO al decennale della nascita del PCL). Nel complesso, un’organizzazione internazionale che in quanto tale non esiste propriamente".